# Alpha-2-Globulin
Alpha-2-Globuline (eigentlich Alpha-2-Makroglobuline) sind Plasmaproteine in Wirbeltieren, welche vornehmlich von Makrophagen synthetisiert werden und als Proteaseinhibitoren ein breites Spektrum an inhibitorischen Eigenschaften aufweisen. Es handelt sich um Akute-Phase-Proteine, die Teil der angeborenen Immunantwort sind. Sie sind Mitglieder der gleichnamigen Familie, zu der auch die Komplementkomponenten C3, C4, C5 und das Ovostatin der Vögel gehören.

## Laborwert
Der Referenzbereich (früher: Normwert) für diesen Parameter liegt bei Männern und Frauen zwischen 7,2 und 11,3 % bzw. 4,8–9,4 g/l. 
Es ist mittels Elektrophorese möglich (Molekülmasse 750.000 Dalton), diese Fraktion zu isolieren (Alpha-2-Fraktion) und auf erhöhte oder erniedrigte Werte zu untersuchen. 
Erhöhte Werte finden sich beispielsweise bei Entzündungen, Malignomen, Herzinfarkt, Sepsis, nephrotischem Syndrom, postoperativ, posttraumatisch, bei disseminierter intravasaler Gerinnung (DIC) oder bei Verschlussikterus.
Erniedrigte Werte findet man bei chronisch aktiver Hepatitis, einem Haptoglobinmangel, akuter Pankreatitis oder Morbus Wilson.